# Dueodde Fyr
Dueodde Fyr ist mit einer Turmhöhe von 47 m der höchste Leuchtturm Dänemarks und steht im Süden der Insel Bornholm im Strandgebiet Dueodde. Der Leuchtturm wurde in den Jahren 1960–1962 gebaut und ging am 15. August 1962 in Betrieb. Der Turm wurde aus Stahlbeton auf einem Fundament von 14 m langen Stahlbeton-Pfählen erbaut, um auf dem sandigen Boden einen guten Halt zu gewährleisten.

## Geschichte
Der Leuchtturm Dueodde Fyr wurde 1962 an der Südspitze Bornholms in Betrieb genommen. Mit einer Bauhöhe von 47 m ist er der höchste auf Bornholm und ermöglicht einen weiten Rundumblick.

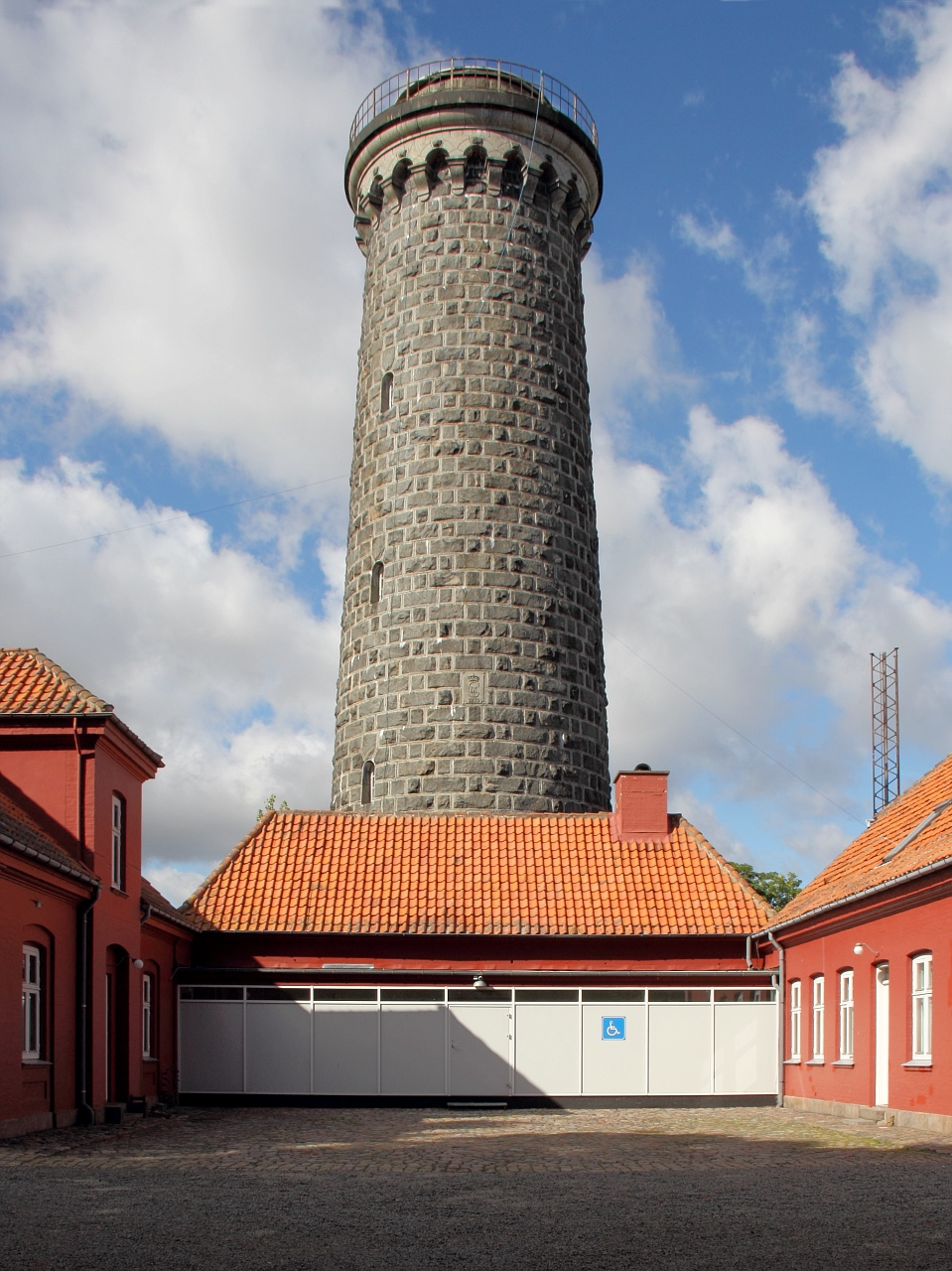
Gelöschter Leuchtturm Dueodde Nord

Die Vorgänger des heute aktiven Leuchtturms waren die beiden Leuchtfeuer Dueodde Nord und Dueodde Süd. Die Planungen für einen Leuchtturm im Süden Bornholms begannen im Jahr 1852. Projektleiter wurde der dänische Leuchtfeuer-Ingenieur C. F. Grove (1822–1883). 1857 wurde Grove mit dem Auftrag nach Bornholm geschickt, einen geeigneten Standort für den Leuchtturm zu finden. Die Bornholmer Fischer wollten einen Turm in der Nähe der Küste. Grove riet wegen des sandigen Untergrunds davon ab und empfahl einen festeren Untergrund. Diese Meinungsverschiedenheiten führten zu einem 23-jahrigen Stopp des Vorhabens. Die verschiedenen Anforderungen wurden 1880 durch die Inbetriebnahme von zwei Leuchttürmen erfüllt. Der 39 m hohe, aus Granit errichtete Leuchtturm Dueodde Nord steht etwa 1150 m nördlich des heutigen Leuchtturms. Das Laternenhaus von Dueodde Nord wurde zwischenzeitlich zurückgebaut. Das nur 16 m hohe und damit deutlich leichtere Südfeuer steht auch noch, nur wenige Meter vom heute aktiven Turm entfernt. Für das zur Zeit der Inbetriebnahme erforderliche Leuchtturmpersonal wurden die notwendigen Unterkünfte errichtet. Auf einer alten Postkarte von Klaus Hülse ist der Leuchtturm in seiner ursprünglichen Gestalt zu sehen.
Wenige Meter neben dem alten Leuchtturm Dueodde Nord wurde 1986 der 70 m hohe Bornholmertårnet als Horchposten für das dänische Militär errichtet und bis 2012 betrieben. Inzwischen ist hier ein Erlebniszentrum eingerichtet worden.

## Besichtigung
In der Sommersaison (Mai bis September) kann die Aussichtsplattform von 11 - 14 Uhr besucht werden.